# Jonti Picking

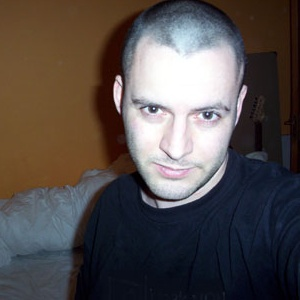
Picking 2003

Jonathan „Jonti“ Picking (geboren am 17. Mai 1975 in Doncaster), besser bekannt als Weebl oder Mr Weebl, ist ein britischer Künstler und Flashanimator und Autor von Weebl ’s Stuff. Er ist Autor von verschiedenen viral gegangenen Animationen, bekannt wurde er durch die 2003 erschienene und viral gewordene Flashanimation Badger Badger Badger. Weitere bekannte Animationen sind Kenya (2004), Marvellous Breadfish (2004), Amazing Horse (2009) sowie die 2002 begonnene Webserie Weebl and Bob.

## Biografie
Picking ist ausgebildeter Soundtechniker and Künstler und hat auch an den 3D-Effekten von Resident Evil mitgearbeitet.
2002 ging mit Weebl ’s Stuff Pickings Webseite online. Ursprünglich wurde sie lediglich für seine Animationen erstellt, wuchs aber in der Folge schon bald zu einer Plattform für Serien von verschiedenen Künstlern. Die erste auf der Webseite veröffentlichte Animation war mit Pie die erste Episode der langjährigen Webserie Weebl and Bob. Später produzierte Picking für MTV auch sechs fernsehexklusive Teile der Serie.
2003 ging seine Flashanimation Badger Badger Badger viral. Im gleichen Jahr erstellte er verschiedene TV-Werbespots für Anchor Butter im Stil von Weebl und Bob, jedoch mit Kühen. Das Intro der 2006 erstmals ausgestrahlte TV-Show Totally Viral auf UKTV G2 wurde von Jonti erstellt.
Am 31. März 2007 heiratete Picking Sarah Darling, eine Radiomoderatorin des Radiosenders Xfm.
2009 produzierte Picking weitere Radio- und Fernsehwerbespots auf Basis der Melodie von Magical Trevor für den Service 118 24 7 von Yell.com. Ausgestrahlt wurden die Werbeclips unter anderem auf ITV. Der Werbeclip wurde vom Marketing Magazine 2009 auf Platz 6 der irritierendsten Werbungen gewählt. Als Fan von Wesley Willis erstellte er auch eine Animation für Willi ’s Song Merry Christmas.
Von 2012 bis 2014 beteiligte er sich unter dem Spitznamen Jelly Penguin am Comedychannel HuHa, für den er bis zu dessen Einstellung diverse Kurzfilme produzierte.

## Stil
Seine Animationen sind bekannt für ihre repetitiven Melodien und surrealen Dialoge. Die Mehrheit besteht aus einer eingängigen Melodie und surrealen Lyrics und einer sich wiederholenden Animation. Die meisten Videos vertont er selbst. Manche seiner Videos zeigen ihn auch selbst.

## Savlonic
Picking ist auch Teil der virtuellen Synthiepop/Retrowave-Band Savlonic, deren Sänger Rosco von Picking dargestellt wird. Zehn Lieder der Band wurden bisher von verschiedenen Künstlern auf seiner Weebl Stuff in Musikvideos verarbeitet. Von 2014 bis 2019 wurden drei Alben der Band veröffentlicht, deren Produktion durch Crowdfunding-Kampagnen auf Kickstarter finanziert wurden. Des Weiteren gibt es noch zwei Coveralben und eine EP der virtuellen Band.
Neben seiner virtuellen Band produzierte Picking auch selbst diverse Minialben, die zumeist längere Versionen von Songs seiner Animationen enthalten. Die meisten der Alben sind auf Bandcamp und Spotify zu finden.

## Team Badger
2013 schloss sich Picking mit dem Queen-Gitarristen und Tierrechtsaktivisten Brian May sowie Schauspieler Brian Blessed zusammen, um mit verschiedenen Tierrechtorganisationen, darunter die RSPCA, das „Team Badger“ zu bilden. Dieses setzte sich gegen ein von der britischen Regierung geplantes Gesetz zur Keulung von Dachsen ein. Picking, May und Blessed nahmen im Rahmen der Kampagne die Single Save The Badger Badger Badger auf, ein Mashup von der 2003 erschienen Animation und Queens Flash, intoniert von Schauspieler Blessed. Picking steuerte zur Single ein animiertes Musikvideo bei, das die Originalanimation parodierte und Szenen vom 1980 erschienenen Film Flash Gordon enthielt, in dem Blessed Prinz Vultan spielte und Queen die Filmmusik beisteuerte. Am 1. September 2013 erreichte der Song Platz 79 in den UK Singles Chart. In den britischen iTunes-Charts erreichte der Song Platz 39 und in den iTunes-Rock-Charts reichte es gar für Platz 1.